# Bopyrella harmopleon
Bopyrella harmopleon là một loài chân đều trong họ Bopyridae. Loài này được Bowman miêu tả khoa học năm 1956.